# Чжанцзяцзе (национальный лесной парк)
Чжанцзяцзе (кит. 张家界国家森林公园) — национальный лесной парк в городском округе Чжанцзяцзе, провинция Хунань, Китай.

## Описание
Парк расположен на живописной территории Улинъюань, признанной ЮНЕСКО объектом Всемирного наследия. Парк примечателен большим количеством пиков-столбов из песчаника и кварца, самый живописный из них — «Колонна Южное Небо» высотой 1080 метров, который в январе 2010 года официально был переименован в «гора Аватар-Аллилуйя» в честь известного фильма «Аватар». Создатели фильма заявили, что на создание в ленте летающих скал их вдохновили разные горы мира, в том числе и находящиеся в парке Чжанцзяцзе. Всего в парке более 3000 подобных геологических образований, в том числе треть из них имеют высоту более 200 метров. Высшая точка парка — гора Doupeng высотой 1890 метров.
Зимой в парке влажно, летом прохладно, средняя температура зимой +10°С, летом +17°С. Считается, что воздух парка целебен, особенно для гипертоников. В год в среднем выпадает 1400 мм осадков.
98 % площади парка покрыто флорой. Здесь растут 720 видов растений 102 семейств, наиболее часто встречаются розовые, бобовые, злаки, астровые и орхидные. В густых лесах парка живут более 149 видов хордовых, в том числе 28 занесённых в Красную книгу страны, например, золотой фазан, макак-резус, китайская исполинская саламандра, кабарги.
Парк условно разделён на шесть зон: около двух третей площади занимает гора Tianzi Mountain и её окрестности, известные своими густыми облаками и туманами; есть «зона дикой природы», куда чаще всего направляются фотографы. К услугам туристов множество маленьких гостиниц, несколько маленьких кафе-ресторанов, бесплатный автобус. В парке функционирует канатная дорога.

## История
Национальный парк Чжанцзяцзе был основан в 1982 году, его площадь тогда была определена в 13 км²; это стал первый национальный лесной парк в стране. В 1992 году парк, как часть территории Улинъюань, был признан ЮНЕСКО объектом Всемирного наследия. В 2001 году Министерство землепользования и ресурсов Китая присвоило объекту статус «Национальный лесной геопарк пиков из песчаника». В 2004 году ЮНЕСКО внесло парк в Глобальную сеть геопарков. В настоящее время площадь парка составляет 479,15 км².
В 2015 году на экраны вышел фильм «Охота на монстра», основные съёмки которого прошли в парке Чжанцзяцзе.

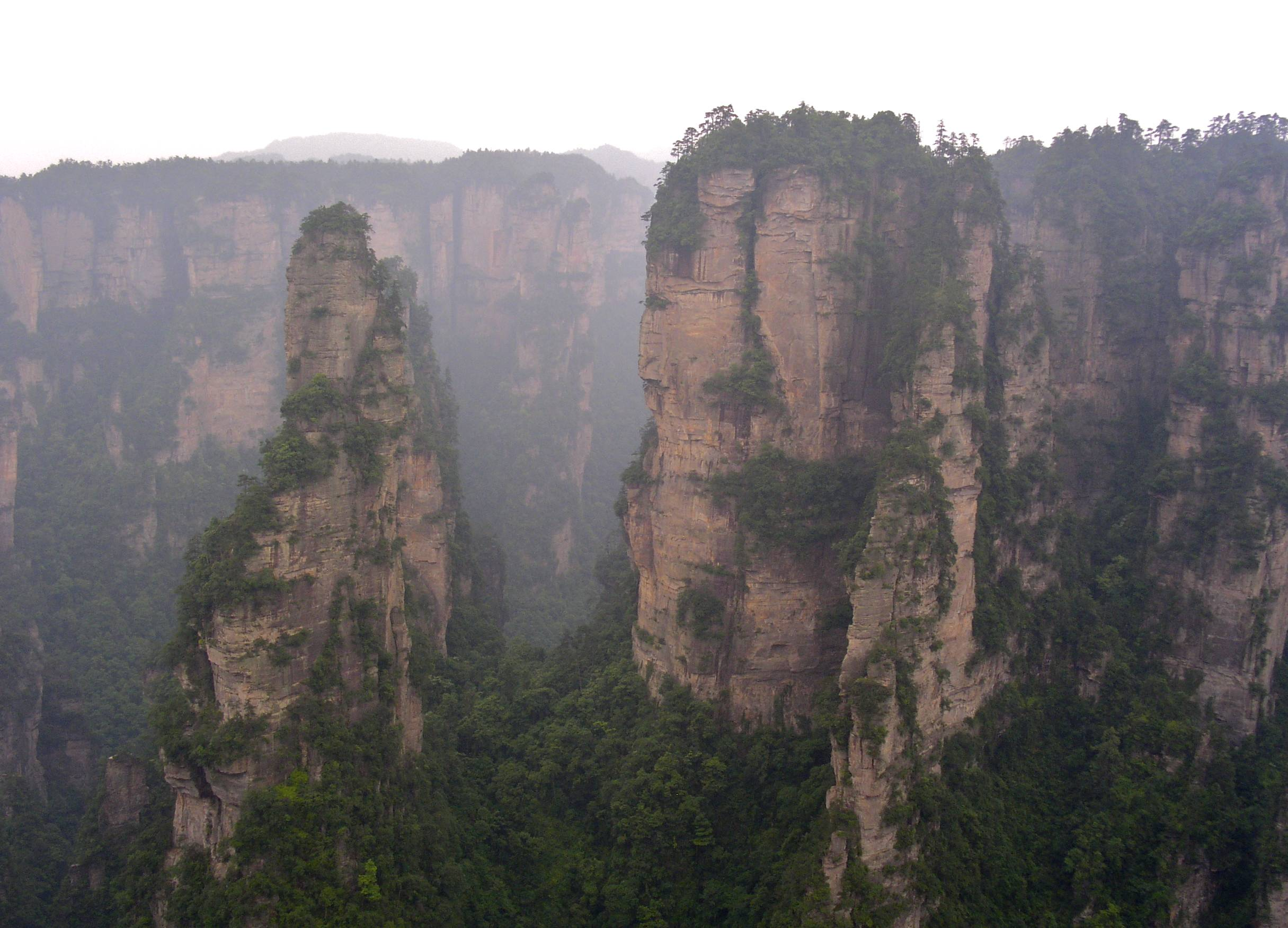
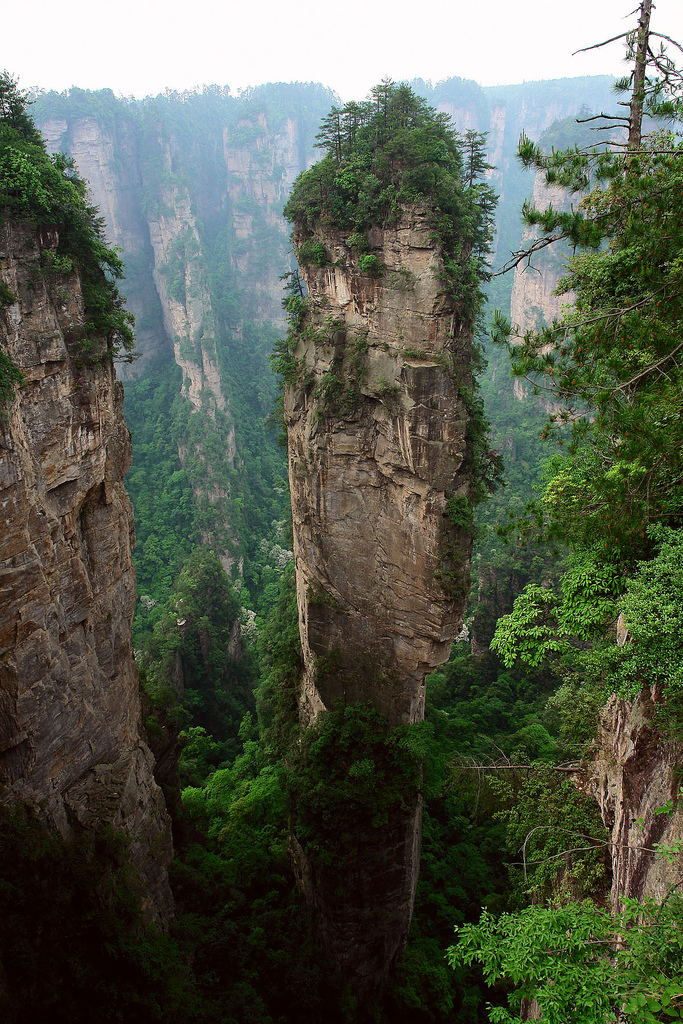
Гора Аватар-Аллилуйя
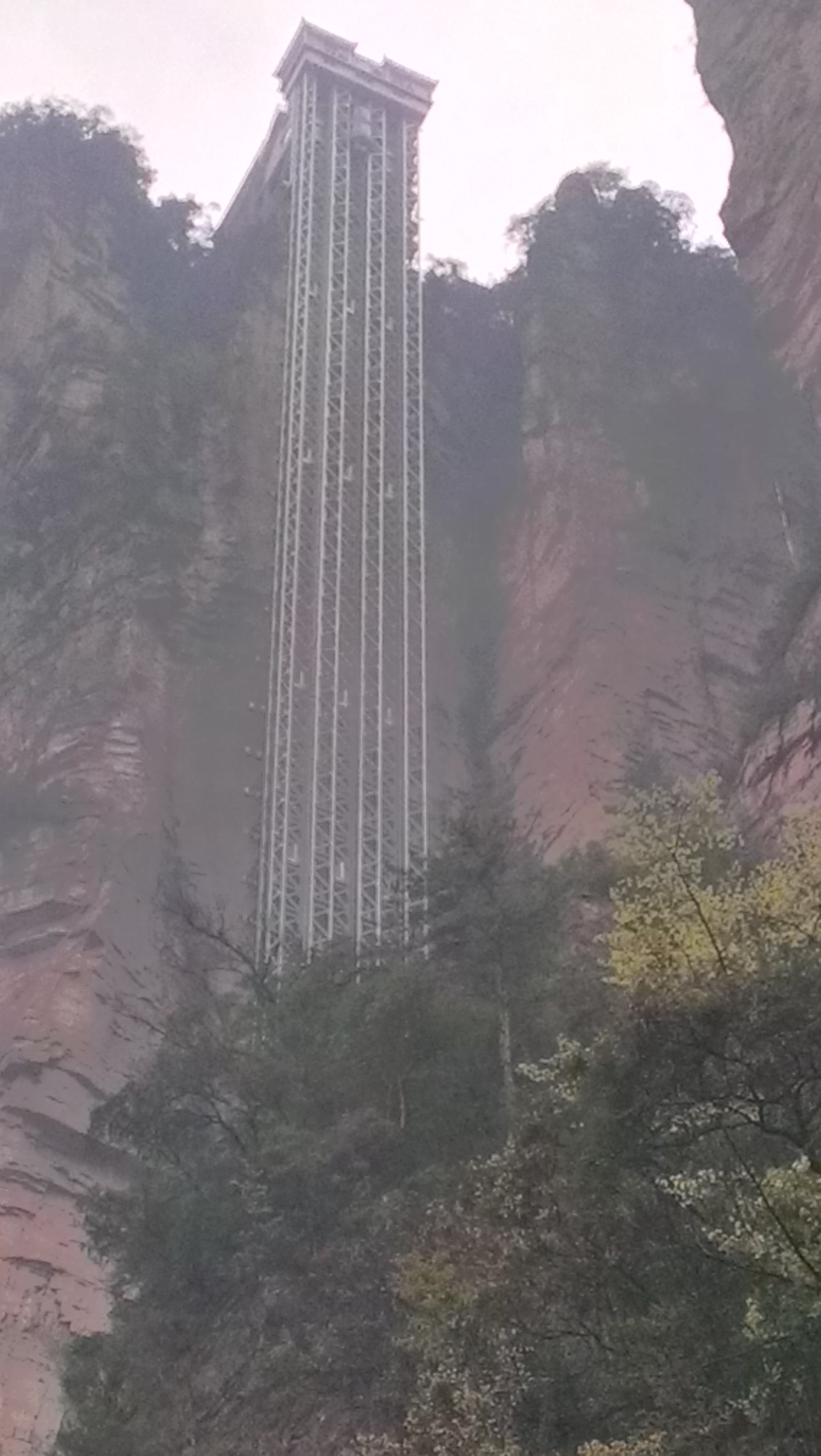
Лифт Байлун — самый высокий внешний лифт в мире[14] (очередь на него может достигать 4 часов)